# Кюсс, Макс Авельевич
Макс Авельевич Кюсс (при рождении и в документах Мортко-Идель Абелевич Кюс; 17 марта 1874 — 1942) — русский и советский военный музыкант, капельмейстер и композитор.

## Биография
Родился в Одессе в ремесленной еврейской семье 20 марта 1874 года (согласно поздней автобиографии) или 5 марта 1877 года (согласно послужному списку, в котором год от руки выправлен на 1874). Отец, шавельский мещанин, работал на Одесской пуговичной фабрике. После окончания школы в 1890 году начал брать уроки музыки и скрипки.
Закончил Одесское музыкальное училище, с 1903 года служил во 2-м Восточно-Сибирском стрелковом полку капельмейстером. В составе полка участвовал в русско-японской войне. Во Владивостоке сочинил знаменитый вальс «Амурские волны». С 1 мая 1907 года — вольнонаёмный капельмейстер 11-го Восточно-Сибирского стрелкового Её Императорского Величества Государыни Императрицы Марии Фёдоровны полка, с 1 января 1911 года — 33-го Сибирского стрелкового полка на острове Русский (1911—1913). 
Во время Первой мировой войны служил капельмейстером в 5-м Донском казачьем полку, затем капельмейстером Отдельного батальона Георгиевских кавалеров. После Октябрьской революции служил капельмейстером 416-го Черноморского стрелкового полка Красной армии (1918—1920). В конце 1920 года назначен капельмейстером 33-й стрелковой бригады ВОХРа в Одессе. 
В 1922 году возглавил оркестр в школе «Червоних старшин» имени ВУЦИК в Харькове. Жил в Харькове на площади Красного Милиционера, дом 16. В 1927 году ушёл в отставку с должности командира музыкального взвода Первого конвойного полка СССР (впоследствии Образцовый оркестр Кремлёвской роты почётного караула). До 1934 года работал капельмейстером полка особого назначения ОГПУ СССР. Участвовал в строительстве канала Волга-Москва: сохранился приказ по ДмитЛагу о назначении его «на должность стрелка ВОХР с исполнением обязанностей капельмейстера».
С 1934 года дирижировал в клубах и школах в Одессе. Руководил музыкальным кружком на ]заводе имени Октябрьской революции (ЗОР), в сентябре 1934 года был назначен капельмейстером оркестра Одесской народной милиции. В 1937 году вышел на пенсию, до начала войны преподавал в Одесской военно-музыкальной школе по классу кларнета.
Во время Великой Отечественной войны, когда школа была эвакуирована, остался в Одессе, был интернирован в еврейское гетто и расстрелян в селе Дальник под Одессой в конце зимы 1942 года.
29 сентября 2011 года на доме № 2 по улице Екатерининской, где в квартире № 40 музыкант жил в конце 1930-х годов, была открыта мемориальная доска.

## Семья
- Сестра — Хава Абелевна (Ева Абрамовна) Фельдштейн-Кюсс (1873—?)[10]. Брат — Бенцион Абелевич Кюсс (1875—?)[11][12][13]. Племянник (сын брата) — Израиль Бенционович Кюсс (1912—1965), работал борт-механиком в опытно-конструкторском бюро по самолётостроению С. В. Ильюшина, кавалер ордена Трудового Красного Знамени (1944)[14], участвовал в испытаниях самолёта Ил-10[15], погиб в катастрофе Ил-62 в Раменском.
- Жена (1898—1917)[16] — Перл Вольфовна Эрлихман (1877—1921), дочь владельца антикварного магазина в Одессе. Дочь Фрида (27 декабря 1899[17] — ?), 23 февраля 1919 года в Одессе вышла замуж за Иосифа Хаим-Бенционовича Голоскова[18], жила в Иркутске. Дочь Рахиль (18 октября 1902 — 29 октября 1906). Сын — Авраам Мортко-Иделевич (Жан Маркович) Кюсс (4 мая 1904[1] — 1941) — работал помощником коменданта Дома Красной Армии имени К. Е. Ворошилова в Харькове; в сентябре 1941 года был призван на фронт, рядовой, служил в 1-м батальоне 664-го стрелкового полка, погиб в октябре 1941 года[19][20].

## Произведения
Всего Макс Авельевич Кюсс за свою жизнь создал около 300 композиций. Однако большую популярность имеет только один его вальс — «Амурские волны». Эта мелодия — лёгкая, певучая, проникнутая светлой грустью — надолго пережила самого маэстро. Существуют многочисленные аранжировки и обработки этой музыки — для духового, струнного оркестра, для баянов, рояля, голоса, хора и т. д. «Амурские волны» популярны в Китае, Японии.
- Амурские волны
- Разбитая жизнь (вальс)
- Моя тайна (вальс)
- Скорбь души (вальс)
- Дирижабль (новый салонный танец с описанием)
- Мои грёзы (вальс)
- Грустные думы (вальс)
- Королева экрана (вальс) (памяти Веры Холодной)
- Сердце востока (вальс)
- Крестьянка
- Ночь в Бразилии (танго)
- Привет республике (марш)
- Беженка (вальс)